# Jardí italià

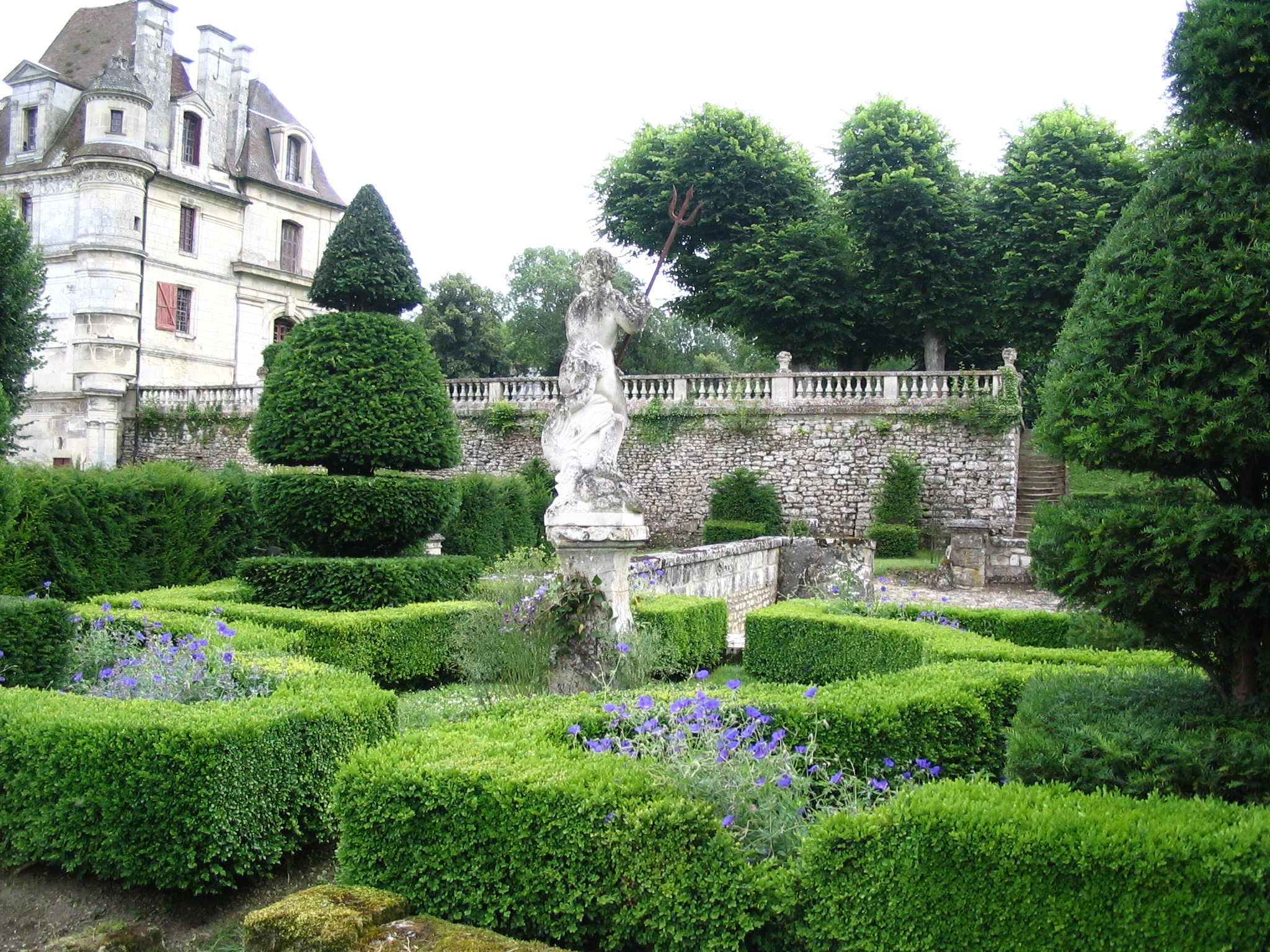
Jardí italià del Château d'Ambleville (França)

El jardí italià o jardí a la italiana (Giardino all'italiana) neix sobre els turons que voregen l'Arno, a la regió de Florència, al començament del Renaixement italià, inspirat pels jardins romans i napolitans i sintetitzant llurs noves maneres.

## Els principis de composició

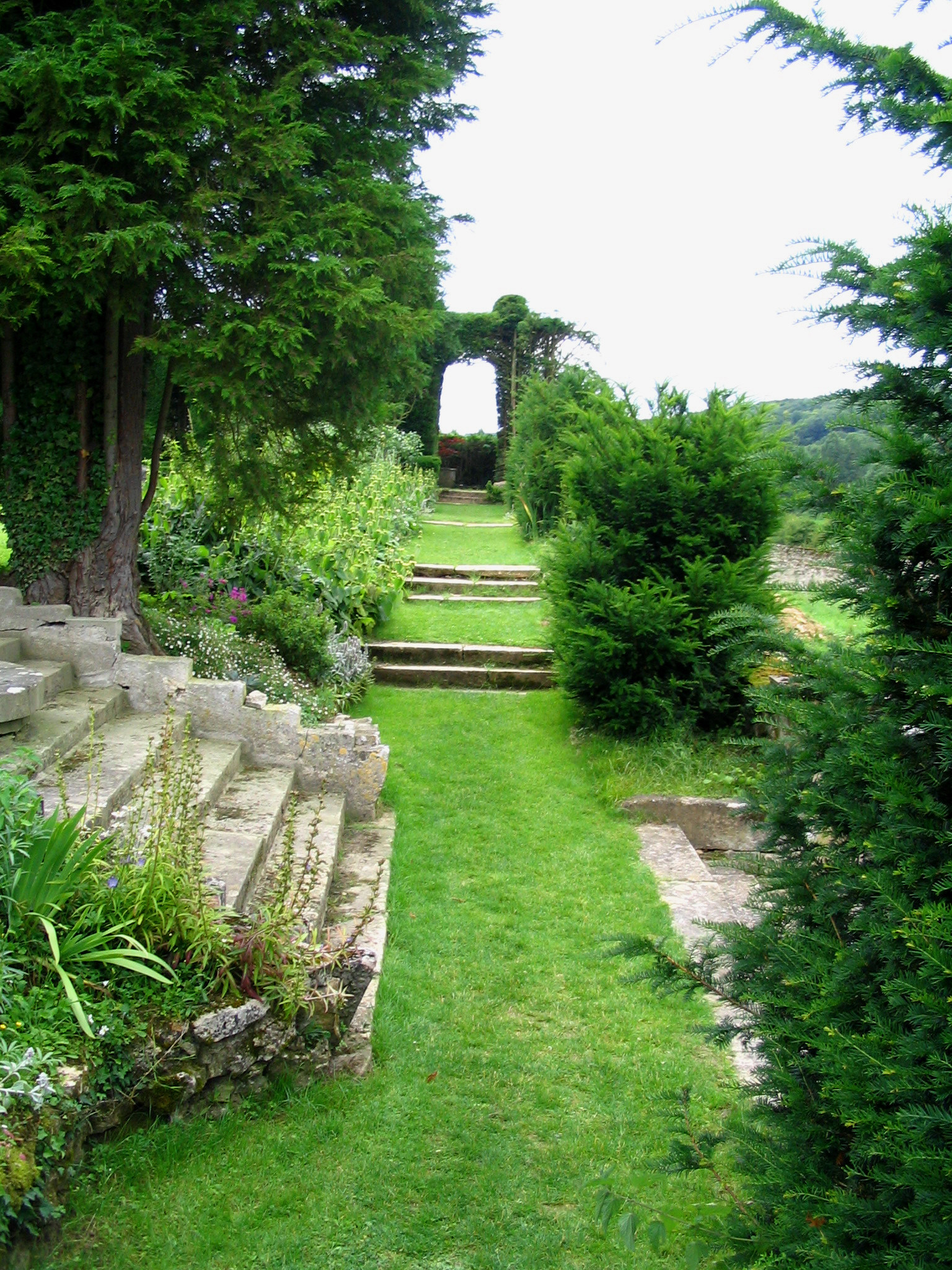
Composició de pantalles vegetals. Château d'Ambleville

Durant el Renaixement italià, la transformació de l'art dels jardins s'efectua sense renunciar als temes medievals que empraven gespes, emparrats, bedollars i fonts guarnides d'estàtues. La composició es produeix tanmateix en conjunts més vastos, superposats en terrasses i obrint àmplies perspectives. El jardí a la italiana es caracteritza per la seva capacitat per explotar el paisatge proper. La composició dels plans horitzontals en terrasses, la utilització de pantalles de vegetació tallades creen fugues que emmarquen i posen en valor el paisatge del camp italià. Aquest mode de composició, que es troba en la pintura del Renaixement italià reflecteix l'ideal d'obertura del pensament humanista.
Les estàtues imitades de l'antigor, la presència reposant de l'aigua, vegetals escollits i ordenats i la divisió matemàtica de l'espai dominada per la geometria i la simetria són els principis mateixos del jardí del Renaixement florentí. Minerals i vegetals hi són tractats de la mateixa manera, al servei d'un mateix propòsit arquitectural.
S'hi expressen les vicissituds, la difícil investigació de la veritat, simbolitzades per la presència d'un laberint, els destins humans escapen als homes per les estàtues inspirades per l'art antic (estàtua de Júpiter, estàtua colossal dels Apenins...), les grutes representen l'origen terrestre dels homes.
Els jardins són situats al voltant de les vil·les, gairebé sempre dels Mèdici, posant-los en valor i servint de teatre per les seves festes fastuoses. Aquests jardins, autòmats accionats per força de l'aigua permeten totes les escenografies festives.

## Llista dels jardins de la Toscana

### Regió de Florència
- Antella (Florència) - Jardins de la villa di Lappeggi.
- Cerreto Guidi - Jardins de la villa di Cerreto Guidi, per al comte Guidi després venuda a Cosme I de Mèdici, al segle xvi.
- Fiesole - Jardins de la villa Médicis, cèlebre per les roses del seu "jardí secret".
- Montelupo - Jardins de la villa dell'Ambrogiana, per l'arquitecte Buontalenti, vers 1587.
- Pian del Giullari - Jardins de la villa Capponi per Carlo Fontana.
- Pratolino - Jardins de la villa du Pratolino o villa Demidoff, a càrrec de Francesc I de Mèdici el 1568, per l'arquitecte Buontalenti.
- San Piero a Sieve - Jardins del castello del Trebbio.
- Sesto Fiorentino - Jardí de la villa Corsi Salviati.
- Settignano - Jardins de la Villa Gamberaia.
- Stia - Jardins del Castello di Palagio.
- Villa La Pietra.

### Regió de Siena
- Siena - Jardins de la Villa di Fagnano, de l'arquitecte Giovanni Battista Piccolomini.
- Castelnuovo Berardenga - Jardins de la Villa Chigi, de l'arquitecte Agostino Fantastici.
- Geggiano - Jardins de la Villa Bianchi Bandinelli.
- Castelnuovo Berardenga - Jardins de la Villa Arceno.
- San Quirico d'Orcia - els Horti Leonini, en forma d'hexàgon allargat.

### Regió dePisa
- Agnano - Jardins de la Villa Medicea, construïda per Laurent le Magnifique.
- Calci - Jardins de la Villa Lanfranchi, condicionats vers 1570, per Jacopo VI Appiano d'Aragona, commandant de la Marina de Cosme I.
- La Cava (Pisa) - Jardins de la Villa Riccardi, família florentina dels Riccardi.
- Villa di Corliano - Jardins de la Villa di Corliano.

### Regió de Lucca
- Lucca - Jardins de la Villa Bottini.
- Lucca - Jardins del Palau Pfanner, condicionats al segle xviii per l'arquitecte Filippo Juvara.

### Regió dePrato
- Jardins de la Villa di Artimino G. Zocchi, anomenada la ferdinande, ja que fou construa per a Ferran I per Buontalenti.
- Jardins de la Villa di Poggio a Caiano.

### Regió dePistoia
- Buggiano - Jardins de la Villa Bellavista, de l'arquitecte florentí Antonio Maria Ferri, a càrrec de Francesco Feroni (1673).
- Jardins de la Villa di Montevettolini.
- Jardins de la Villa Garzoni.
- Lamporecchio - Jardins de la villa Rospigliosi, construïda el 1667 per Giulio Rospigliosi, elegit papa sota el nom de Climent IX

## Els jardins a la italiana a França
- Jardins del Château d'Ambleville, al Vall d'Oise.